# بوسخوف
بوسخوف (بالتركية العثمانية: پوسخوف) (بالتركية: Posof) هي بلدة ومقر مديرية بوسخوف في محافظة أردهان التركية الواقعة في شمال شرق البلاد. تقع البلدة بالقرب من الحدود الجورجية وتبعد 75 كم من مدينة أردهان. بلغ عدد سكانها 2٫106 نسمة في عام 2021، وهي مأهولة بالأتراك.